# She's So Cold
She's So Cold är nionde spåret på Rolling Stones album Emotional Rescue, släppt 22 juni 1980. Rocklåten skrevs av Mick Jagger och Keith Richards och spelades in i januari - februari 1978. Låten släpptes också som singel 19 september 1980.
Texten handlar om en man som är tänd på en kvinna, trots att hon är kylig och otillgänglig. "She's so Cold / She's so Cold / Cold / She's so c-c-c-old" ("Hon är så kylig / Hon är så kylig / Kylig / Hon är så ky-y-y-y-lig"), lyder refrängen på den fyra minuter och tretton sekunder långa låten. Andra strofer lyder: "When you're old / Nobody will know / That you were a beauty / A sweet sweet beauty / But stone stone cold" ("Då du är gammal / Kommer ingen veta / Att du var en skönhet / En ljuv ljuv skönhet / Men is iskall").

## Medverkande musiker
- Mick Jagger - sång och bakgrundssång
- Keith Richards - elgitarr
- Ron Wood - leadgitarr
- Bill Wyman - elbas
- Charlie Watts - trummor
- Bobby Keys saxofon
- Michael Shrieve - slagverk

## Källa
- https://web.archive.org/web/20130704171353/http://www.keno.org/stones_lyrics/shesocold.html